# ماهی‌خورک بهشتی کوچک
ماهی‌خورک بهشتی کوچک (نام علمی: Tanysiptera hydrocharis) نام یک گونه از زیرخانواده ماهی‌خورک درختی است.
از این گونه اطلاعات چندانی در دست نیست، این پرنده فقط در جزایر آرو و جنوب گینه نو یافت می‌شود.